# Світильня
Світи́льня — село в Україні, у Броварському районі Київської області. Входить до складу Великодимерської селищної громади.
Населення становить 1050 осіб (дані за 2012 рік).
| Світильня            | 2010 | 2012 | 2024 |  |  |
| -------------------- | ---- | ---- | ---- |  |  |
| Загальна кількість   | 1284 | 1050 | 874  |  |  |
| Чоловіків            |      | 375  | 414  |  |  |
| Жінок                |      | 449  | 460  |  |  |
| Дітей шкільного віку |      | 81   |      |  |  |

## Географія
Селом протікає річка Безіменна, права притока Трубежа.

## Історія
Світильня виникла як укріплення при переправі через річку Трубіж на древній Басанській дорозі в кінці Х століття.
| Згідно Повісті Временних літ "І сказав Володимир: "Недобре, що мало міст навколо Києва". І почав ставити городища по Десні, і по Остру, і по Трубежу, і по Сулі, і по Стугні. І почав набирати мужів кращих від слов'ян, і від кривичів, і від чуді, і від в'ятичів. і ними заселив городища, бо була війна з печенігами. І воював з ними, і перемагав їх..." |
Для оборони від кочових племен печенігів було споруджено систему укріплених фортець-городищ навколо Києва, які стали опорними пунктами у боротьбі з ними. Про те, що річка й село були порубіжними, свідчить місцева приказка: «Світильня — Заворичі — Бервиця — Мокрець і світу кінець».
Стародавній град на Трубізькому рубежі оборони заснований у 980 році великим князем Володимиром. Місцеве городище (пам'ятка археології «Давньоруське городище ХІ-ХІІІ ст.») є найбільшим у системі трубізької оборони. Перша письмова згадка про село припадає на 1362 р. і пов'язана з іменем князя Юрія Половця-Рожиновського. Зокрема 1390 року Світильня зазначена як його власність в указі князя київського Володимира Гедиміновича.
Проте згодом Великий князь литовсько-руський Олександр-Вітовт Гедимінович віддав Остерський повіт, а у його складі й Світильню, князеві Дмитру Друцькому «Зубревицькому-Сокирі», який помер 1432 року. Потім Світильнею володіла його дочка князівна Марія до своєї смерті 1496 року.
| Згідно Литовської метрики (1479-1491): "Казимиръ, Божию милостию смотрели есмо с Паны Радою нашою кнегиню Семенову Семеновича Трабъскую, кнегиню Марию, зъ княземъ Василиемъ а съ княземъ Анъдреемъ Семеновичы изъ Звягольскими. Искала кнегиня Семенова подъ ними именья отъчины своее на имя Остра, што держалъ небощикъ отецъ ее князь Митко Секира при великом князи Витовъте и Жикгимонтъте. А и под инъшими тежъ искала селъ и селищъ, которые жъ издавна слухали и тягнули к тому именью Остръю, што раздалъ князь Олелько а князь Семенъ аръхиманъдриту печерскому и бояромъ, и слугамъ, и сокольникомъ и татаромъ киевскимъ, на имя Чернинъ, што архиманъдритъ держалъ, а Боденьковцы, а Выполъзовъ, а Носовъ, а Рожъны, а Летковичи, а Светилновичи, што былъ раздалъ бояром и слугамъ, и сокольникомъ и татаромъ киевскимъ князь Олелько а князь Семенъ. А они отъпирали ей же то с именье Остръ отцу их дал князь Олелько." |
На той час Світильня вже мала міцні укріплення і це дало можливість її мешканцям відстояти місто під час походу 1482 року Менглі Гірея на Київ.
По смерті князівни Марії Друцької Остерський повіт, а у його складі й Світильня, за її заповітом дістався її онукові Ольбрахту Гаштовту, який помер 1542 року, не маючи нащадків, після чого Світильня разом з усім Остерським повітом, перетвореним на Остерське староство, перейшла у державну власність.
В квітні 1606 року містечко Світильня згадується в королівському привілеї на проведення ярмарків і торгів, виданому київському земському судді Яну Аксаку. Торгівля безперечно сприяє зростанню населення та розвиткові містечка, тому вже на мапі Гійома де Боплана, інформація для якої збиралася впродовж 1639 року, а видана вона була 1648 року, Світильню позначено як укріплене місто.
На початку Великого повстання 1648 року під час походу Петра Головацького на Гомель Світильня на початку червня була зайнята українськими військами і увійшла до складу Гетьманщини.
У червні 1648 року при утворенні Гоголівської сотні, Світильня увійшла до її складу і була у ній аж до її розформування у 1782 році.
Пов'язані зі Світильнею і  деякі шляхетні роди того періоду. Так зокрема, в січні 1651 року, київський стольник Ян Аксак та його брат Гаврило скаржилися на свою мачуху, яка взявши гетьманські універсали й козацьку залогу, захопила усі їхні маєтності на Лівобережжі, а саме: містечка Світильне та Гоголів, села Димерку, Старицю, Богданівку, Красилівку, Бобрик, Рудню, Плоске, Русанівку.
Фактично це пора розквіту Світильні, яка на той момент досягла розміру і розвитку містечка з укріпленим дитинцем оточеним земляним валом. Ріка Трубіж, що утворювала природну перешкоду зі сходу давала також свої переваги. В містечку були в'їзні ворота, які за напрямком шляху називали «гоголівськими». Світильня була своєрідним опорним пунктом на шляху з Києва на схід (шлях Київ-Бровари-Гоголів-Світильня-Басань). Основою розвитку і процвітання була панівна в той час верства цього регіону — козаки. Нищівні наслідки українсько-московської війни та неодноразових руйнувань наступних десятиліть відкинули Світильню в розвитку і надалі вона в історичних джерелах іменується як село.
У XVII столітті заселяли переважно козаки. 1658 року село атакували московські війська, що стало прелюдією до повномасштабної українсько-московської війни 1658—1659. Історик Олег Корнієнко згадує село у своїй праці «Українсько-московське прикордоння напередодні Конотопської битви»:
| Гетьманські війська під проводом Данила Виговського влітку 1658 р. атакували царські ґарнізони в Києві та в деяких інших містах. Внутрішній конфлікт переріс в українсько-московську війну. Воєвода В. Шереметєв випалив і вирубав Бориспіль, Бровари, Світильну. Одночасно білгородський воєвода Г. Ромодановський робить набіги за український кордон та захоплює «язиків». |
Під час змови Якима Сомка 1660 року, спрямованої проти уряду Гетьмана Юрія Хмельницького і заснованій на підтримці московських військ, Переяславський полк, а у його складі й Світильня, потрапили під владу Московського царства. Це сталося не пізніше березня 1661 року.
1667 року Гоголівську сотню зі Світильнею було передано до Київського полку.
У ході Протимосковського протистояння 1668 року та Походу 1668 року Петра Дорошенка до Конотопу Київський полк, а у його складі й Гоголівська сотня зі Світильнею повернулися до складу Української держави. Проте на початку 1669 року внаслідок змови Дем'яна Ігнатовича 1668—1669 років Київський полк перейшов під владу Московського царства.
1718 року, в складі Гоголівської сотні Київського полку, жителі села та козаки Світильнівського куреня присягають на вірність насліднику Петра І, Петру Петровичу. В присязі козаки зазначені як "товариство", а посполиті жителі, тобто ті, що не несли військової повинності, як "посполство".
| 1718 года присяги Кіевского полку духовныхъ и мирскихъ жителей въ вѣрности наслѣднику царевичу Петру Петровичу. Курѣнь Свѣтильновскѣй Мойсѣй Сердюкъ атаманъ курѣнний, Климъ Неѣжсало, Прокупъ Опанасенко, Дмитро Проценко, Гарасим Ворушченко, Василь Куликъ, Василь Гладкий, Евхимъ Павленко, Іакимъ Шулженко. Села Свѣтильнов товариство Маѯимъ Стеценко, Павелъ Кнышъ, Демко Куликъ, Іванъ Куликъ, Петро Шулга, Онопрѣй Волошин, Ѿлексѣй Діаченъко, Матѳѣй Губа, Іванъ Совенко, Тишко Примакъ, Павло Лечченъко, Опанасъ Грищенъко, Іванъ Грищенъко, Іванъ Ткачувникъ, Іакимъ Антипенко, Ілліа Бѣлонужка, Андрѣй Зайіченко, Гринь Григоренко, Петро Корний, Мартинъ Шевченко, Андрѣй Похожа, Зѣнько Бартошенко, Ігнатъ Тищенъко. Того жъ села Свѣтильнова посполство Гаврило Божко, Кирилъ Горбачъ, Павелъ Баглай, Тимко Легкобитъ, Михайло Нестеренко, Артемъ Левченко, Леско Овчинникъ, Нестеръ Магдичъ, Іакимъ Левченко, Михайло Башта, Павелъ Стелмах, Ничипоръ Рубаникъ, Тишко Горенъко, Іванъ Панченко, Ігнатъ Бчума, Андрѣй Зубъ, Мартинъ Щербачъ, Петро Губенъко, Василь Руденко, Василь Моргаль, Мирунъ Подгрушний, Ничипор Короткий, Гарасимъ Хоменъко, Іванъ Іанишполецъ, Хвеско Івашина, Іарема Іанишполецъ, Хвеско Матіашенъко, Грицко Мойсеченко, Микита Івашина. |
Генеральне слідство про маєтності Київського полку за 1729-1730 рр. містить згадку про Світильню:
| Село Свѣтилное – 53 дворы – прежде войсковое было; а потомъ, по унивѣрсалу гетмана измѣнника Мазепи, до ласки войсковой, Ѳедору Волскому [Федоръ Григориевичъ Коровка-Вольский – наказный полковникъ Кіевскій 1708-1711] было дано; а теперъ полковникъ Кіевскій Антоній Танскій онымъ селомъ владѣетъ по унивѣрсалу гетмана Скоропадского, за многіе и вѣрніе на службѣ Его Императорскаго Величества роненніе труды ему, полковнику Танскому, въ 1713 году виданномъ, такъже по грамотѣ государственной 1718 іюля 7 дня, ему, полковнику Танскому же, женѣ и дѣтемъ виданной, со всѣми къ оному принадлежащими угодія влдѣетъ. – По осмомъ пункту. |
В сповіднму розписі церкви Архистратига Михайла за 1805 рік в селі Світильня згадуються наступні прізвища:
Козаки:
Андрійченко, Андріяш, Бартош, Гладкий, Гринь, Гришко, Губа, Губенко, Гуляницький, Гуцман, Деркач, Друцький, Дяченко, Жидецький, Заїка, Калуга, Клочко, Книш, Колоша, Корний, Короткий, Корсун, Лецко, Максименко, Митченко, Неділка, Неєжсал, Опанасенко, Павленко, Пилипенко, Повний, Проценко, Пшеничний, Рудобаба, Сердюк, Старов, Таран, Терещенко, Тищенко, Третяк, Уласенко, Фещенко, Хожай, Шевченко, Шкляр, Шульга, Щербатий.

###### Посполиті поруччика Івана Йосиповича Танського:
Боженко, Бондар, Вегера, Гром, Джуменко, Кацівон, Коваль, Коваленко, Кошин, Магдич, Матяш, Овчинник, Підручний, Пойхал, Притула, Татарин, Хоменко, Цюпка, Чорноштан, Шопаль, Щербач, Яремченко.
Посполиті Князя Івана Петровича Кекуатова:
Бабич, Баглай, Башта, Гора, Горбач, Гром, Друцький, Дузь, Зуб, Кислиця, Клуш, Левченко, Лень, Магдич, Миненко, Нестеренко, Панченко, Петич, Федченко, Шлапак, Шматко, Щербатий.
Опис села Світильні згідно з "Списки населенныхъ мѣстъ Россійской имперіи. Томъ XLVIII." станом на 1859 рік Світильня описується так:
| По торговой дорогѣ отъ Козелецкаго уѣзда въ г.Остеръ По правую сторону этой дороги. Свѣтильново (Святильновъ) село казачье и вл. Положение: при р.Трубежѣ. Разстояніе въ верстахъ. - Отъ уѣздного города – 45 - Отъ становъ. Кварт. – 30 Число дворовъ – 135 Число жителей: - мужскаго пола 343 - женскаго пола 377 Церкви: церковь православная 1. |
У XIX столітті діяли дві станові громади — сільська і козацька. Пізніше світильнівськими землями володіли різні власники, переважно небагаті дворяни. Село налічувало в 1897 році 1837 душ.
В працях Чернігівської губернської архівної комісії за 1906-1908 роки мається згадка про світильнівську церкву: 
| «…Свѣтилное, Михайловская, д.п.1858г. Д.1770 г.» (деревянная, построена 1858 году, Документы имеются съ 1770 года) |
1924 року в селі Світильне налічувалось 2350 осіб, серед яких 500 чоловіків, 650 жінок та 1200 підлітків (від 1 до 18 років)
Всього в поселенні було 472 дворів.
В селі діяла чотирирічна школа першого ступеню, де викладали троє вчителів, які навчали 144 учнів.
Станом на 1924 рік було 4 призовників, 3 з яких не з'явились.
З сільськогосподарських споруд:
·                   1 паровий млин
·                   36 вітряків (22 з них придатних для роботи)
·                   1 олійниця
Пожежного інструментарію:
·                   2 насоси
·                   4 бочки
Серед земель в селі і навколо нього:
·                   Пахотної землі селян 2128 десятин
·                   Лісу 32 десятини
Худоби у селян:
·                   Коней 246
·                   Корів 389
·                   Волів 155
Селян з професіями:
·                   Кравців 6 чол.
·                   Швеців 5 чол.
Населений пункт знаходиться на такій відстані:
·                   До району — 10 верст
·                   До округу — 50 верст
·                   До залізничної станції — 12 верст (станція Бобрик)
Населення села на нараду збирають дзвоном. В середньому приходить 250 селян і 50 селянок.
Неподалік села розташовані три містки на греблі по дорозі до Нової Басані.
Голова Світильнівської сільської ради станом на 1924 рік — Іов Бартош.
Після Голодомору та Другої світової війни демографічна база села підірвана, нині(це коли?) тут мешкає 1284 чоловік.
Загальна площа землі в адміністративних межах Світильнянської сільської ради — 5246,3 га.
У 2015 році на території добре збереженого середньовічного городища почали будувати церкву. Це викликало протести істориків, оскільки городище охороняється як пам'ятка археології, і в села немає дозволу на це будівництво. При цьому він може бути наданий, але тільки якщо нова церква цілком відповідатиме історичній споруді.

## Походження назви
За основною версією назва села походить від основної споруди городища — маяка, за допомогою якого повідомляли про наближення ворога.

## Розташування, територіальний поділ
Село Світильня розташоване на відстані близько 45 км на північній схід від Києва.
У Світильні наявно 25 вулиць, 1 провулок
Список вулиць та провулків:
вулиці
- Гоголівський шлях
- Жовтнева
- Київська
- Кірова
- Корольова
- Космонавтів
- Озерна (Котовського)
- Коцюбинського
- Леніна
- Макаренка
- Механізаторів
- Набережна
- Обіуха
- Петровського
- Промислова
- Садова
- Шевченка
- Шматка
- Щорса

провулок
- Казачий

## Освіта

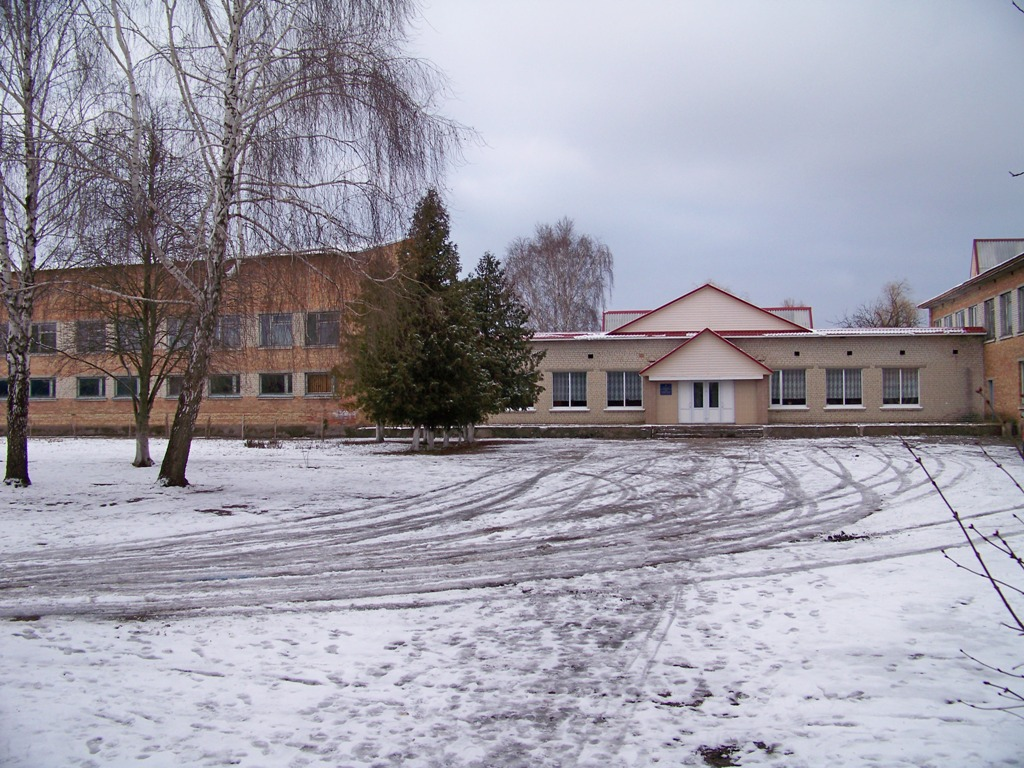
Світильнянський НВК «Загальноосвітня школа I—III ступенів — дошкільний навчальний заклад»

У 1907 році в селі на кошти земства збудували школу. Це була двоповерхова будівля, на першому поверсі розміщувалися класи, на другому — кімнати для вчителів. Школа давала освіту за чотири класи, навчались здебільшого діти заможних селян.
Наприкінці 1920-х років відбулася реконструкція шкільного приміщення. Класи містилися в трьох будівлях, розташованих в центрі села. У двоповерховій школі навчалися учні старших класів, у колишніх хатах церковного дяка — молодших.
У 1930-х роках школа давала семирічну освіту, з 1940 року — восьмирічну.
1942 р. із вторгненням нацистів у село школа була закрита. За часів окупації в шкільному приміщенні розмістили штаб німецької жандармерії і поліцейську управу.
19 вересня 1943 р., відступаючи, німці спалили двоповерхову будівлю. Після вингання окупантів навчання в школі було відновлено в уцілілих приміщеннях. Навчалися в них 1-4-ті класи, учні 5-7-х класів ходили до школи сусіднього с. Кулаженці.
1953 р. під приміщення школи передали колгоспну споруду, де навчалися учні старших класів на той час уже Світильнівського восьмирічного закладу і навчання знов відбувалося в трьої окремих будівлях.
У 1979 р. збудували нове приміщення освітнього закладу, розраховане на 464 учнів. Лише 1989 р. школа набула статус десятирічної, а згодом — загальноосвітньої школи I—III ступенів.
Близько 15 років директором школи був О. В. Кругляк (у 2011 року його було обрано головою села).
З 2011 року в школі надають 11-річну освіту, згідно з Законом України. Після відкриття дитячого садочка, який складається з 2х груп і розташований на території школи, назву «Світильнянська загальноосвітня школа І-ІІІ ступенів» було змінено на «Світильнянський навчально-виховний комплекс „Загальноосвітня школа I—III ступенів — дошкільний навчальний заклад“».
Школа має свій інтернетсайт та з вересня 2011 року випускає шкільну газету.
У 2012 році в школі навчався 81 учень.

## Спорт
Влітку 2009 р. в селі Світильня за ініціативи місцевого підприємця Нестеренко С. С. було створено місцевий футбольний клуб. Склад неофіційного клубу неодноразово змінювався. У 2010 р. клуб було зареєстровано під назвою — ФК Світильня, у тому ж році спонсором клубу став Проценко М. І. Під його опікою і силами футболістів було реконструйовано місцевий стадіон (на 2012 рік стадіон вважається найкращим у районі). 20 листопада 2011 року на світильнянському футбольному полі розігрували Суперкубок Броварського району ФК «Десна» с. Погреби та ФК «Колос» Велика Димерка.
Першій рік участі в змаганнях команда посіла 5-те місце в турнірній таблиці, у 2010 р. — 6 місце.

## Відомі уродженці
- Марченко Іван Миколайович (1994-2015) — солдат Збройних сил України, учасник російсько-української війни.
- Обіух Іван Данилович (1920—1980) — червоний козак, Герой Радянського Союзу, учасник німецько-радянської війни.